# Гута-Лісівська
Гута-Лісівська — село в Україні, у Маневицькій селищній громаді Камінь-Каширського району Волинської області. Населення становить 337 осіб.

## Історія
Починаючи з XVII ст., на Поліссі з'являється значна кількість невеликих підприємств — гут, де виробляли скло. Одним із власників засновується така Гута поблизу села Лісове. Назва поселення свідчить про давні методи виробництва скла. В 1798 році тут існував місцевий завод (гута), де виготовляли скловироби і продавали мешканцям навколишніх поселень[джерело?].
Наприкінці ХІХ ст. в поселенні нараховувався 31 дім і проживало 238 жителів.
12 червня 2020 року, відповідно до розпорядження Кабінету Міністрів України № 708-р «Про визначення адміністративних центрів та затвердження територій територіальних громад Волинської області», село увійшло у склад Маневицької селищної громади.
19 липня 2020 року, в результаті адміністративно-територіальної реформи та ліквідації  Маневицького району, село увійшло до складу новоутвореного Камінь-Каширського району.

## Населення
Згідно з переписом УРСР 1989 року чисельність наявного населення села становила 363 особи, з яких 176 чоловіків та 187 жінок.
За переписом населення України 2001 року в селі мешкало 356 осіб. 100 % населення вказало своєю рідною мовою українську мову.

## Відомі особистості
- Корнійчук Тетяна Ульянівна (нар. 16 серпня 1956, Озденіж, Луцького району, Волинської області) — поетеса[7].

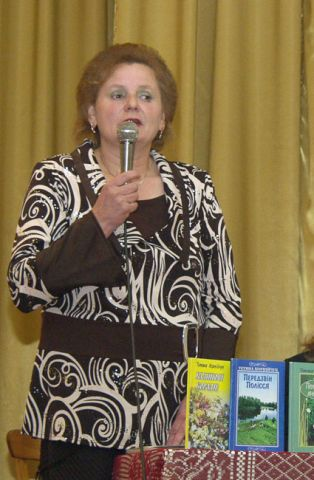
Тетяна Корнійчук
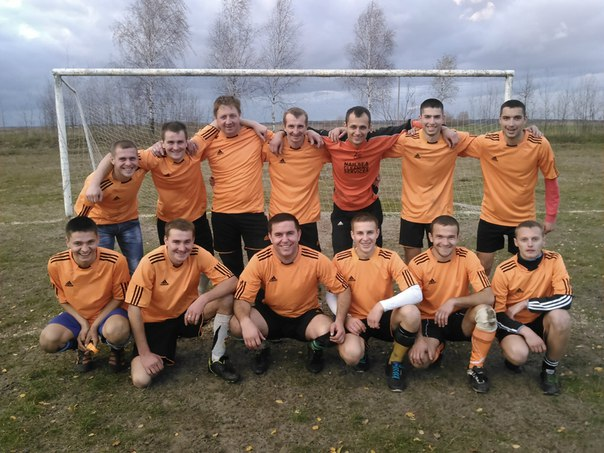
ФК «Гута Лісівська»